# Bansko
Bansko (Bulgaars: Банско) is een pittoreske bergstad aan de voet van het Pirin-gebergte in het zuiden van Bulgarije. Het is een populair skigebied.

## Geografie
De gemeente ligt in het oosten van de oblast Blagoëvgrad en is met een oppervlakte van ongeveer 480 km² de zesde van de 14 gemeenten van de oblast. De gemeente grenst aan 6 andere gemeenten: 
- in het noorden - de gemeente Razlog en de gemeente Belitsa;
- in het westen - gemeente Kresna; in het zuidwesten - gemeente Sandanski;
- in het zuiden - de gemeente Gotse Deltsjev;
- in het zuidoosten - de gemeente Garmen;
- in het oosten - de gemeente Velingrad van de oblast Pazardzjik.

## Geschiedenis

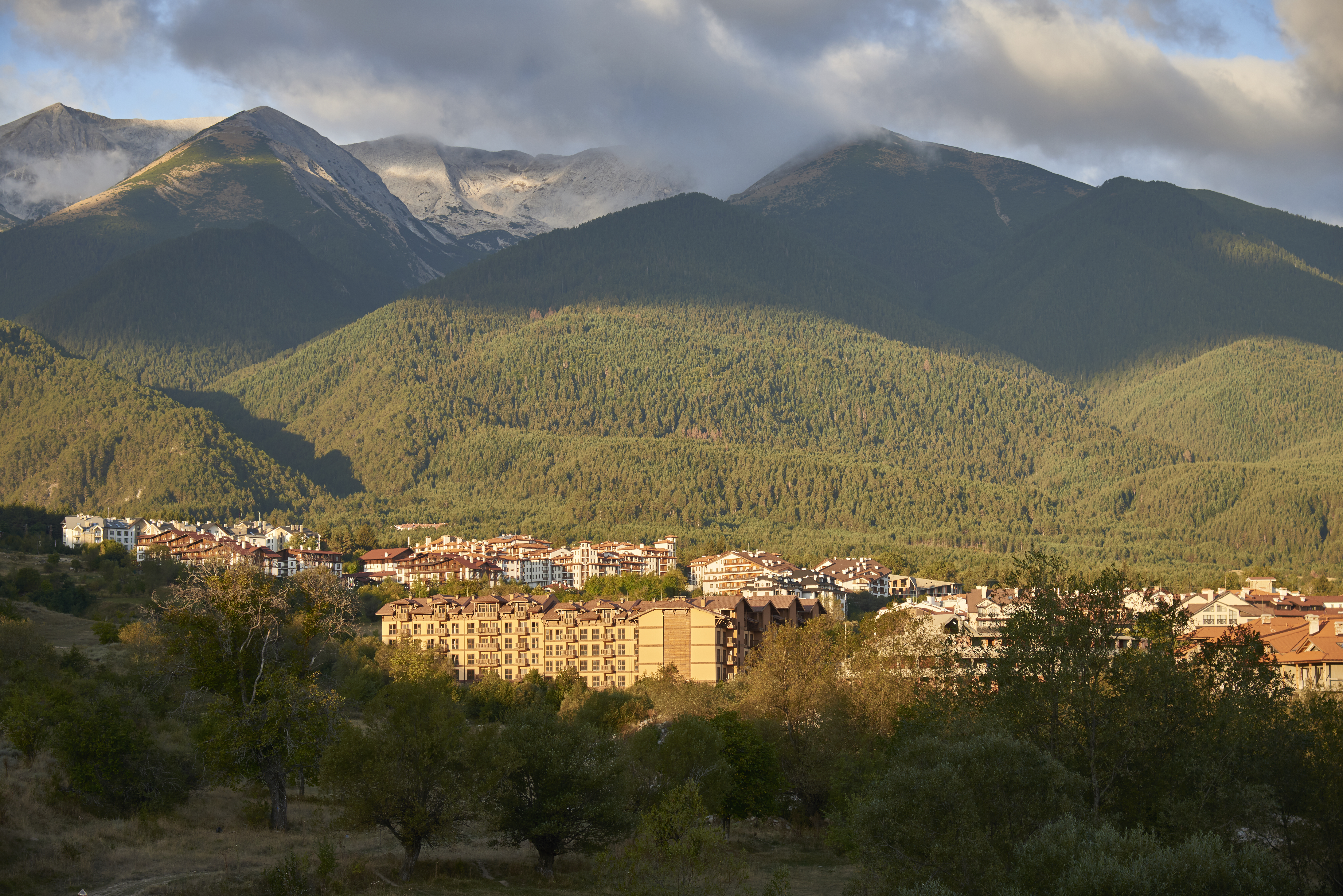
Uitzicht op de stad Bansko

Net buiten de rand van de stad zijn verschillende archeologische sporen te vinden die dateren uit 100 voor Christus.
Bansko behoorde tot het Oost-Romeinse Rijk. Bansko werd tijdens het bewind van Khan Kroem, hoogstwaarschijnlijk rond 811 na Christus, ingelijfd bij Bulgarije. Afwisselend kwamen de Byzantijnen en Bulgaren over en weer aan de macht. In de veertiende eeuw kwamen de Ottomanen aan de macht.

## Bevolking
Op 31 december 2019 telde de stad Bansko 9.185 inwoners, een lichte stijging ten opzichte van 2011. In 1975 telde de stad echter 10.015 inwoners, terwijl er in 1934 slechts 5.540 mensen woonden.
| Bevolkingsontwikkeling tussen 1934 en 2019          |
| --------------------------------------------------- |
|                                                     |
| Bron: Nationaal Statistisch Instituut van Bulgarije |

### Bevolkingssamenstelling
| Etnische groep   | volkstelling 1992 | volkstelling 1992 | volkstelling 2001 | volkstelling 2001 | volkstelling 2011 | volkstelling 2011 | volkstelling 2011  |
| Etnische groep   | Aantal            | %                 | Aantal            | %                 | Aantal            | % (totaal)        | % (gespecificeerd) |
| ---------------- | ----------------- | ----------------- | ----------------- | ----------------- | ----------------- | ----------------- | ------------------ |
| Bulgaren         | 13.560            | 92,88             | 13.437            | 96,12             | 11.903            | 90,69             | 97,33              |
| Turken           | 446               | 3,05              | 14                | 0,10              | 14                | 0,11              | 0,11               |
| Roma             | 233               | 1,60              | 364               | 2,60              | 227               | 1,73              | 1,86               |
| Andere groepen   | 358               | 2,45              | 109               | 0,78              | 54                | 0,41              | 0,44               |
| Onbekend         | 3                 | 0,02              | 31                | 0,22              | 31                | 0,24              | 0,25               |
| Ongespecificeerd |                   |                   | 45                | 0,18              | 896               | 6,83              | .                  |
| Totaal           | 14.600            | 100,00            | 13.980            | 100,00            | 13.125            | 100,00            | 100,00             |

### Religie

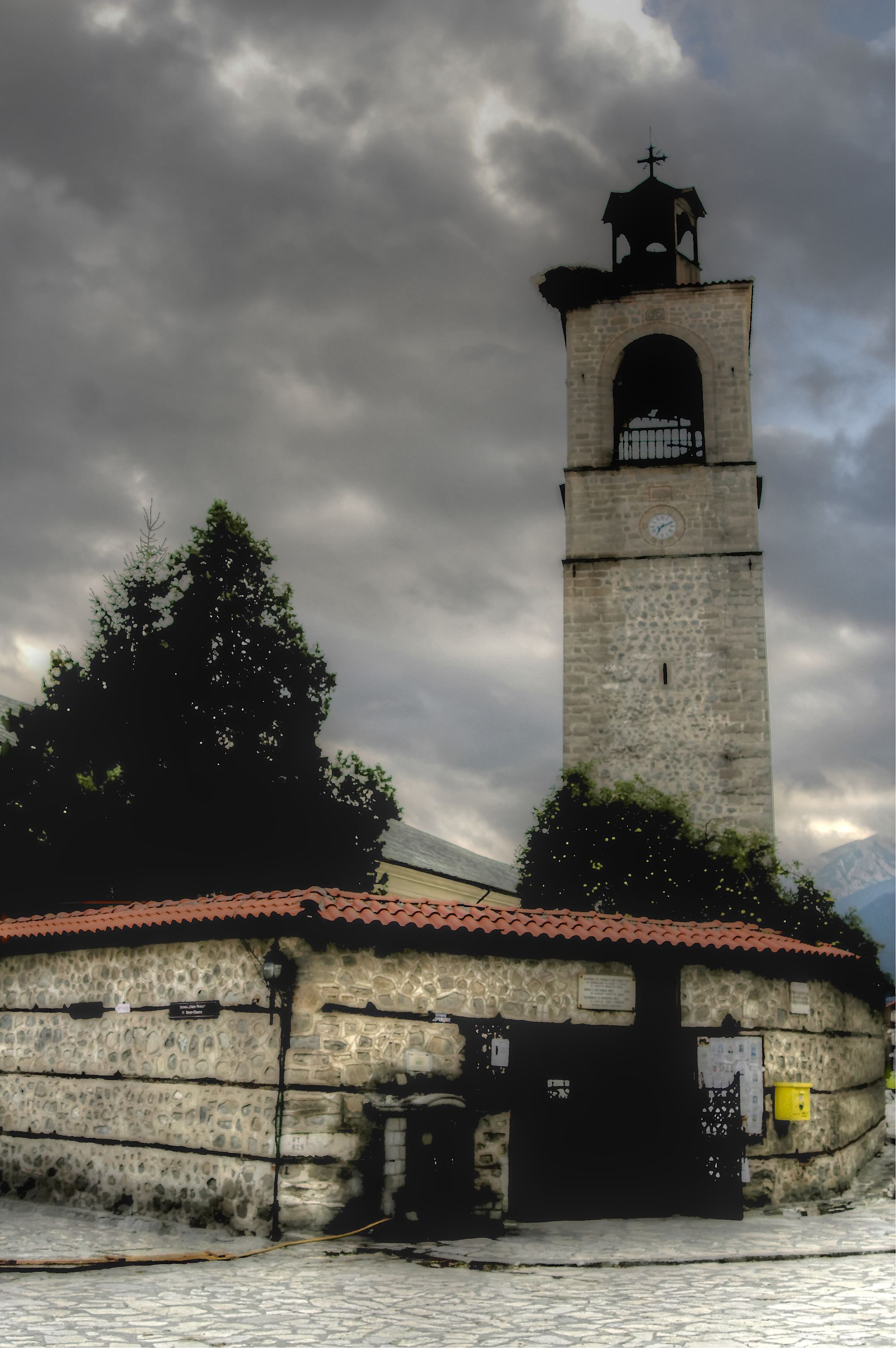
De 'Drie-Eenheidkerk' van Bansko

De grootste religie in de regio is het christendom. Zo’n 90% van de inwoners is lid van de Bulgaars-Orthodoxe Kerk. Verder is 1,8% van de bevolking protestants. Op 6 augustus 1868 werd de eerste protestantse kerk in Bulgarije gebouwd in Bansko. Ongeveer 0,2% van de inwoners zijn katholiek.
| Religieuze samenstelling in februari 2011 | Religieuze samenstelling in februari 2011 | Religieuze samenstelling in februari 2011 | Religieuze samenstelling in februari 2011 | Religieuze samenstelling in februari 2011 |
| ----------------------------------------- | ----------------------------------------- | ----------------------------------------- | ----------------------------------------- | ----------------------------------------- |
|                                           |                                           |                                           |                                           |                                           |
| Bulgaars-Orthodoxe Kerk                   | Bulgaars-Orthodoxe Kerk                   |                                           | 90,0%                                     | 90,0%                                     |
| Katholieke Kerk                           | Katholieke Kerk                           |                                           | 0,2%                                      | 0,2%                                      |
| Protestantisme                            | Protestantisme                            |                                           | 1,8%                                      | 1,8%                                      |
| Islam                                     | Islam                                     |                                           | 4,5%                                      | 4,5%                                      |
| Geen                                      | Geen                                      |                                           | 1,0%                                      | 1,0%                                      |
| Anders/ Onbekend                          | Anders/ Onbekend                          |                                           | 2,5%                                      | 2,5%                                      |

Naast christenen wonen er ook moslims (4,5%) en mensen zonder religie (1,0%). De moslims wonen vooral in de dorpen Filipovo en Osenovo.

## Gemeente Bansko

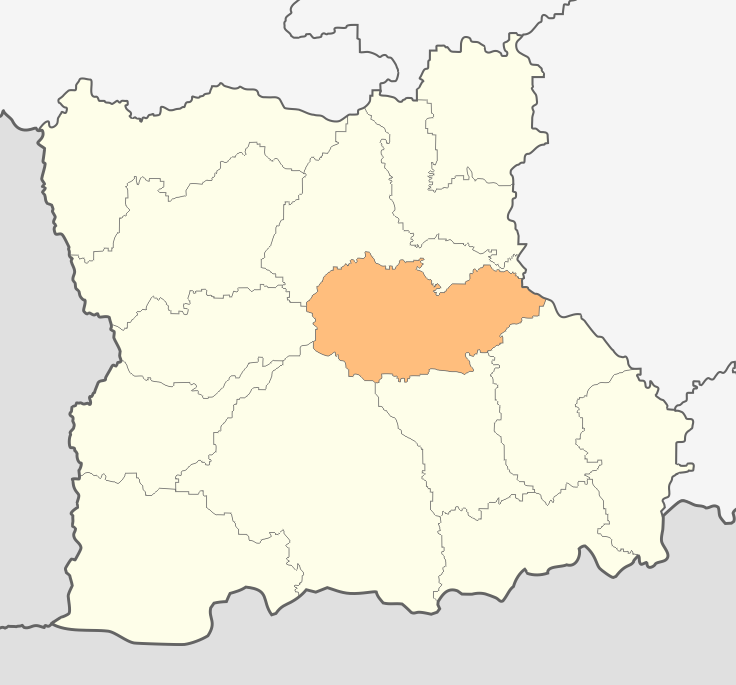
Ligging van Bansko in oblast Blagoëvgrad

| Plaats                  | Oppervlakte (km²) | Bevolking (2019) |
| ----------------------- | ----------------- | ---------------- |
| Bansko (Банско)         | 148,28            | 9.185            |
| Dobrinisjte (Добринище) | 80,356            | 2.588            |
| Filipovo (Филипово)     | 15,157            | 602              |
| Gostoen (Гостун)        | 52,425            | 30               |
| Kremen (Кремен)         | 61,869            | 149              |
| Mesta (Места)           | 16,259            | 219              |
| Obidim (Обидим)         | 64,962            | 64               |
| Osenovo (Осеново)       | 52,832            | 53               |
| Totaal                  | 492,14            | 12.890           |